# Ruages
Ruages est une commune française, située dans le département de la Nièvre en région Bourgogne-Franche-Comté.

## Géographie

### Communes limitrophes
Les communes limitrophes sont Saizy, Anthien, Chitry-les-Mines, Corbigny, Dirol, Marigny-sur-Yonne, Moissy-Moulinot, Monceaux-le-Comte et Neuffontaines.

### Hameaux et lieux-dits
La commune est constituée de plusieurs hameaux ou lieux-dits : Ruages Le Bourg, Cropigny, Mont, le Maréchal, le Poteau, les Buissons, la Brosse, la Grange au Bois,

### Climat
Pour des articles plus généraux, voir Climat de la Bourgogne-Franche-Comté et Climat de la Nièvre.
En 2010, le climat de la commune est de type climat océanique dégradé des plaines du Centre et du Nord, selon une étude du Centre national de la recherche scientifique s'appuyant sur une série de données couvrant la période 1971-2000. En 2020, Météo-France publie une typologie des climats de la France métropolitaine dans laquelle la commune est exposée à un climat océanique altéré et est dans la région climatique  Centre et contreforts nord du Massif Central, caractérisée par un air sec en été et un bon ensoleillement. 
Pour la période 1971-2000, la température annuelle moyenne est de 10,8 °C, avec une amplitude thermique annuelle de 16,2 °C. Le cumul annuel moyen de précipitations est de 859 mm, avec 12,6 jours de précipitations en janvier et 8,2 jours en juillet. Pour la période 1991-2020, la température moyenne annuelle observée sur la station météorologique de Météo-France la plus proche, « Lormes_sapc », sur la commune de Lormes à 11 km à vol d'oiseau, est de 11,2 °C et le cumul annuel moyen de précipitations est de 1 071,3 mm. 
La température maximale relevée sur cette station est de 40,7 °C, atteinte le 25 juillet 2019 ; la température minimale est de −18,1 °C, atteinte le 12 janvier 1987,,. 
Les paramètres climatiques de la commune ont été estimés pour le milieu du siècle (2041-2070) selon différents scénarios d'émission de gaz à effet de serre à partir des nouvelles projections climatiques de référence DRIAS-2020. Ils sont consultables sur un site dédié publié par Météo-France en novembre 2022.

## Urbanisme

### Typologie
Au 1er janvier 2024, Ruages est catégorisée commune rurale à habitat très dispersé, selon la nouvelle grille communale de densité à sept niveaux définie par l'Insee en 2022.
Elle est située hors unité urbaine et hors attraction des villes,.

### Occupation des sols
L'occupation des sols de la commune, telle qu'elle ressort de la base de données européenne d’occupation biophysique des sols Corine Land Cover (CLC), est marquée par l'importance des territoires agricoles (73,5 % en 2018), une proportion sensiblement équivalente à celle de 1990 (73,6 %). La répartition détaillée en 2018 est la suivante : prairies (67,7 %), forêts (26,5 %), terres arables (3,3 %), zones agricoles hétérogènes (2,5 %). L'évolution de l’occupation des sols de la commune et de ses infrastructures peut être observée sur les différentes représentations cartographiques du territoire : la carte de Cassini (XVIIIe siècle), la carte d'état-major (1820-1866) et les cartes ou photos aériennes de l'IGN pour la période actuelle (1950 à aujourd'hui).

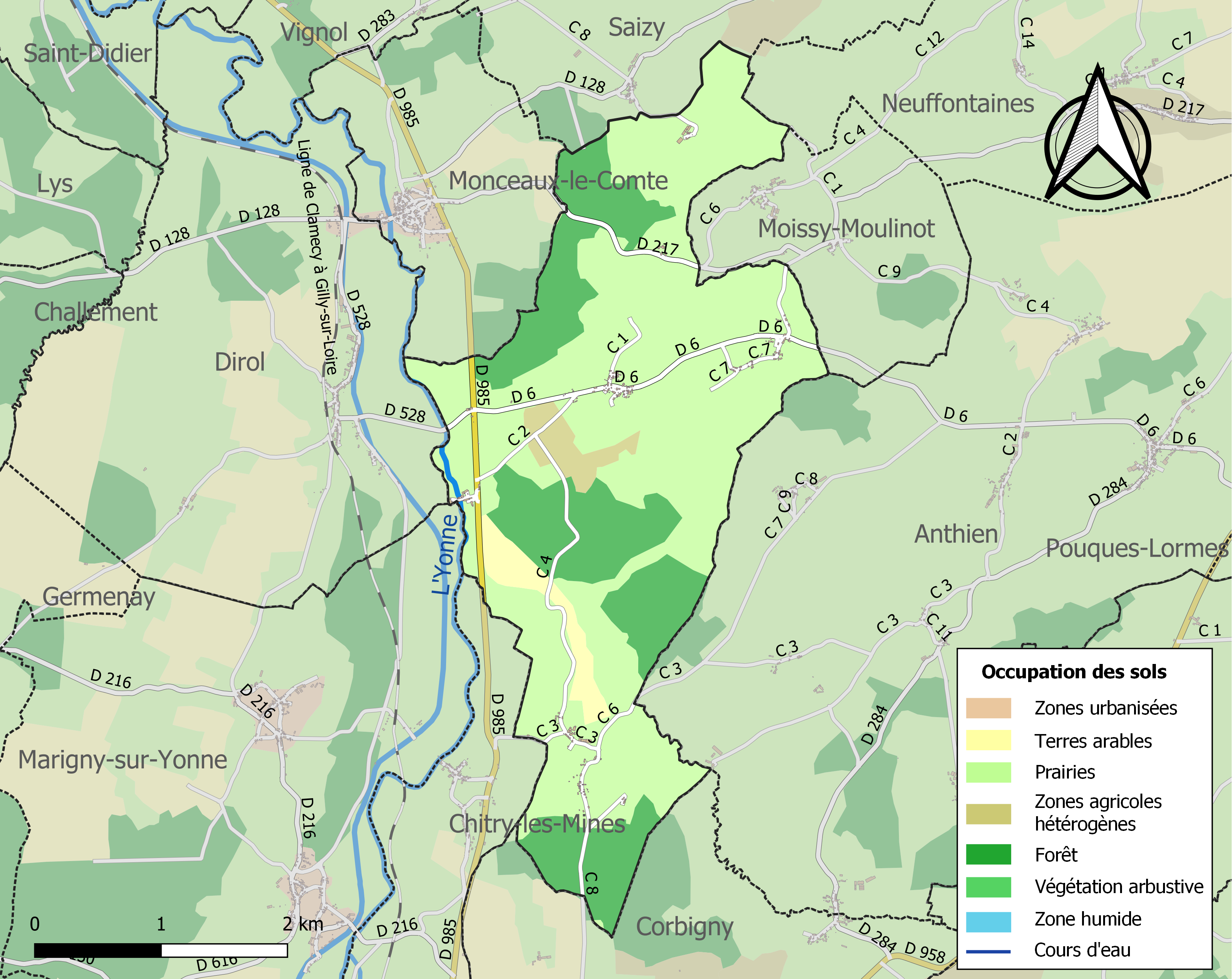
Carte des infrastructures et de l'occupation des sols de la commune en 2018 (CLC).

## Histoire
En 1650, Paul Goussot est prieur de Ruages. En 1659, Étienne Bargedé est seigneur et prieur de Ruages. De 1905 à 1912, Augustin Guillerand (1877-1945) est curé de Ruages, avant d'entrer chez les chartreux de La Valsainte dont il deviendra le prieur.

## Politique et administration
| Période                                  | Période                  | Identité                 | Étiquette | Qualité  |
| ---------------------------------------- | ------------------------ | ------------------------ | --------- | -------- |
| Les données manquantes sont à compléter. |                          |                          |           |          |
| mars 2001                                | mars 2008                | Bernard Paupert          |           |          |
| mars 2008                                | En cours (au avril 2014) | Pierre-Jacques Landurier |           | Retraité |

## Démographie
L'évolution du nombre d'habitants est connue à travers les recensements de la population effectués dans la commune depuis 1793. Pour les communes de moins de 10 000 habitants, une enquête de recensement portant sur toute la population est réalisée tous les cinq ans, les populations de référence des années intermédiaires étant quant à elles estimées par interpolation ou extrapolation. Pour la commune, le premier recensement exhaustif entrant dans le cadre du nouveau dispositif a été réalisé en 2006.

En 2022, la commune comptait 85 habitants, en évolution de −9,57 % par rapport à 2016 (Nièvre : −3,28 %, France hors Mayotte : +2,11 %).
| 1793 | 1800 | 1806 | 1821 | 1831 | 1836 | 1841 | 1846 | 1851 |
| ---- | ---- | ---- | ---- | ---- | ---- | ---- | ---- | ---- |
| 308  | 237  | 311  | 309  | 398  | 393  | 386  | 405  | 363  |

| 1856 | 1861 | 1866 | 1872 | 1876 | 1881 | 1886 | 1891 | 1896 |
| ---- | ---- | ---- | ---- | ---- | ---- | ---- | ---- | ---- |
| 363  | 369  | 359  | 360  | 362  | 353  | 350  | 313  | 289  |

| 1901 | 1906 | 1911 | 1921 | 1926 | 1931 | 1936 | 1946 | 1954 |
| ---- | ---- | ---- | ---- | ---- | ---- | ---- | ---- | ---- |
| 282  | 273  | 235  | 198  | 203  | 182  | 189  | 183  | 208  |

| 1962 | 1968 | 1975 | 1982 | 1990 | 1999 | 2006 | 2011 | 2016 |
| ---- | ---- | ---- | ---- | ---- | ---- | ---- | ---- | ---- |
| 175  | 183  | 162  | 113  | 106  | 110  | 122  | 112  | 94   |

| 2021 | 2022 | - | - | - | - | - | - | - |
| ---- | ---- | - | - | - | - | - | - | - |
| 86   | 85   | - | - | - | - | - | - | - |

## Culture locale et patrimoine

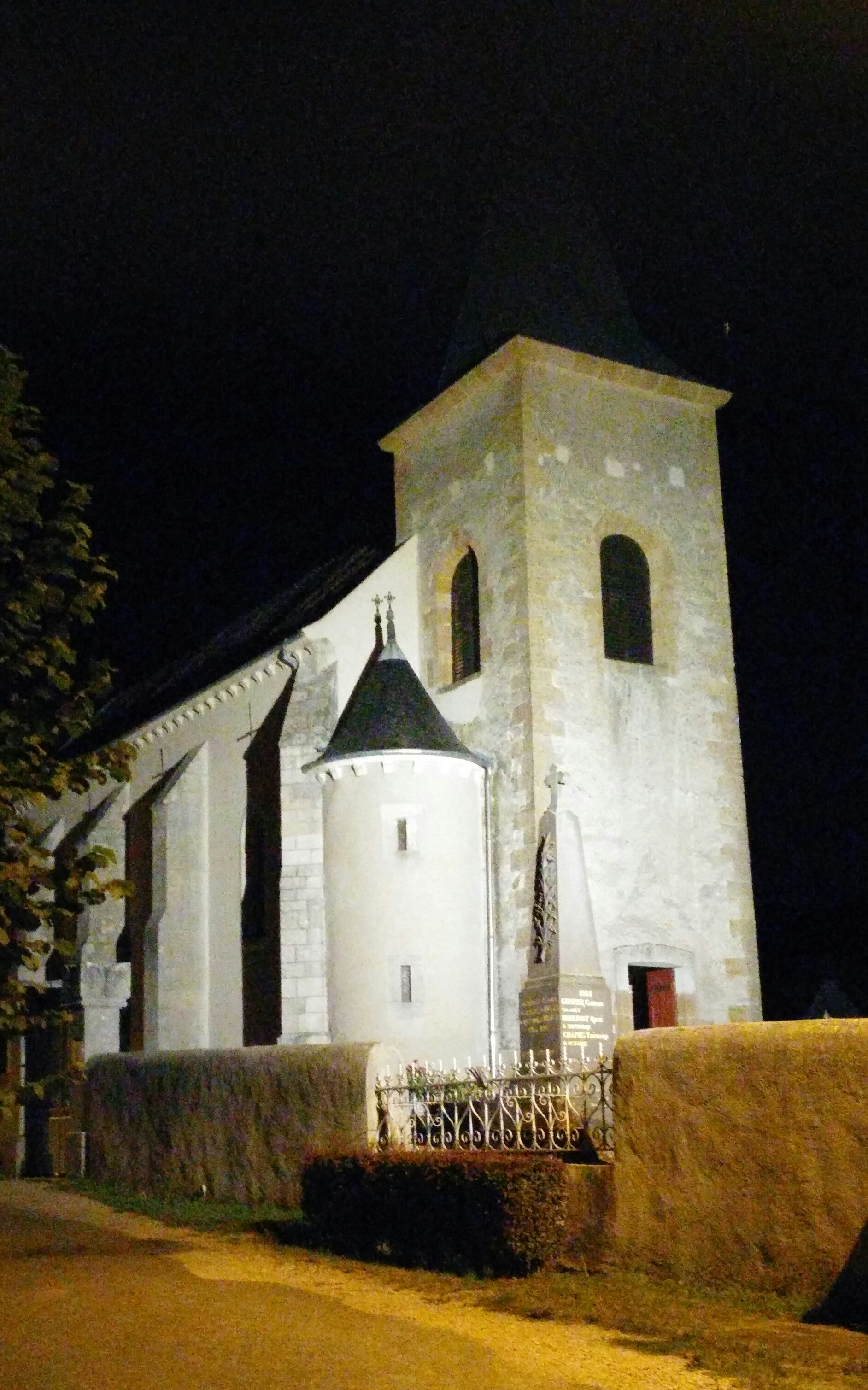
Après sa restauration en 2014, puis son aménagement global d'enfouissement des réseaux en 2016.

### Lieux et monuments
- L’église de Notre Dame de Ruages attire l’attention avec son clocher carré qui porte la date de 1773 sur une des poutres de son beffroi, surélevé au XIXe siècle et sa tour ronde accolée. À l’intérieur on peut remarquer un cathèdre (trône) et un banc d’œuvre en chêne sculpté.
- En 1874, une copie de La Vierge de Lorette de Raphaël peinte par Teofil Kwiatkowski est déposé par l’État dans l'église de Ruages[18].
- Le lavoir de Ruages construit en 1880 est alimenté par une source sortant de la gueule d’un lion.
- Le monument aux morts de la guerre de 1914-1918 a été érigé en 1924 en pierre de Volvic finement taillé d'une hauteur de 3,60 m et surmontée d'une croix. L'entrepreneur est M. Cavernon de la commune d'Anthien.
- Dans le hameau du Maréchal, un abreuvoir construit en 1896 vaut le détour.
- Prieuré bénédictin de Ruages.

### Personnalités liées à la commune
- Vauban possédait une ferme au hameau Le Maréchal. De 1684 à 1686 les archives  mentionnent des signatures de personnes de la famille de Vauban lors de différents baptêmes.
- Le résistant Gaston Pateau est né à Ruages en 1907.